# Sitamau
Sitamau ist ein Ort mit etwa 14.000 Einwohnern (Zensus 2011) im indischen Bundesstaat Madhya Pradesh. Er liegt im Distrikt Mandsaur.
Sitamau war Hauptstadt des früheren Fürstenstaates Sitamau.